# Jüdischer Friedhof (Kirberg)

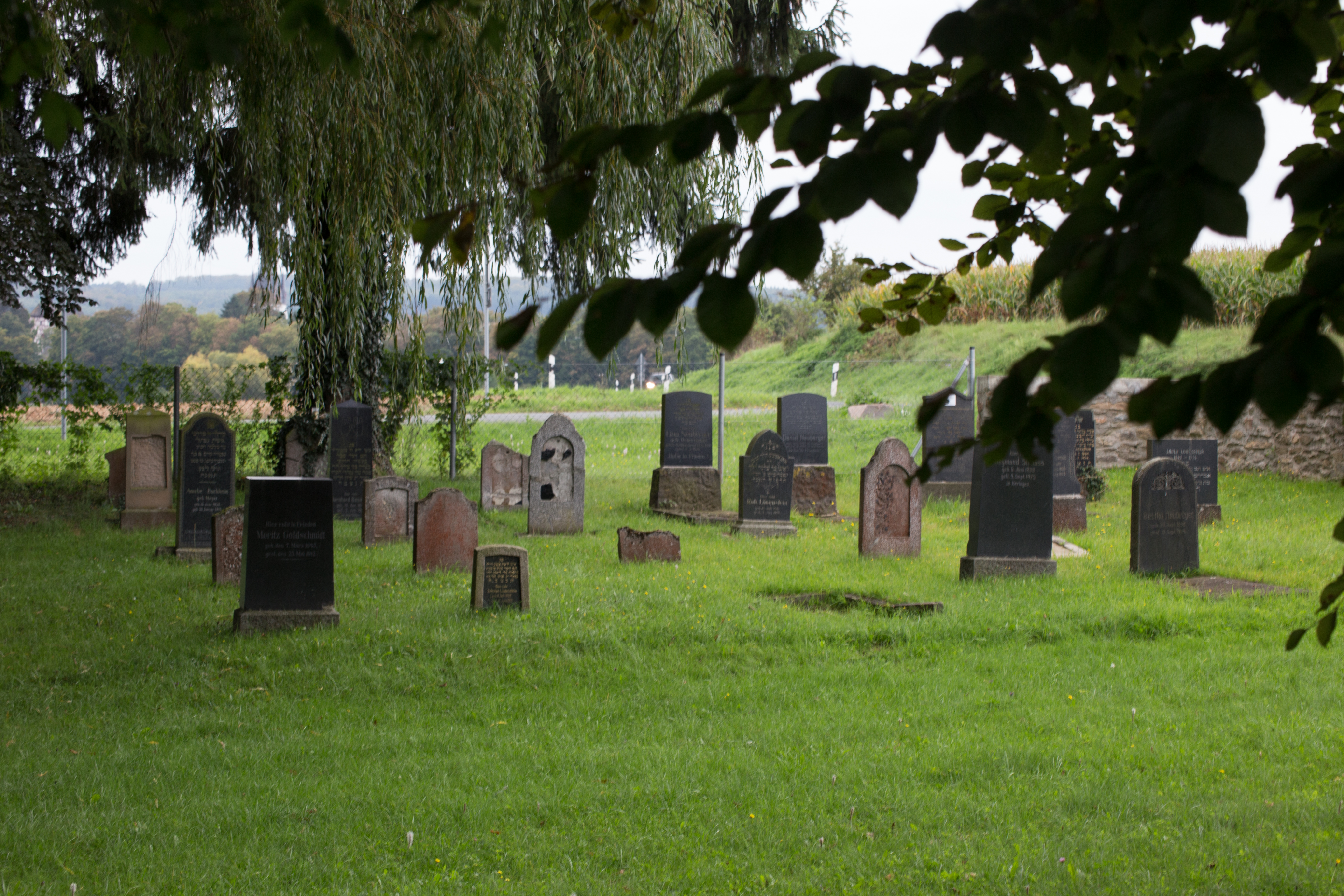
Der jüdische Friedhof in Kirberg

Der Jüdische Friedhof Kirberg ist ein Friedhof im Ortsteil Kirberg der Gemeinde Hünfelden im Landkreis Limburg-Weilburg in Hessen.
Der 1266 m² große jüdische Friedhof liegt nördlich des Ortes östlich an der Landesstraße L 3022 nach Dauborn. Es sind 17, nach anderen Angaben etwa 50 Grabsteine erhalten.